# كأس البرتغال 2006–07
كأس البرتغال 2006–07 (بالبرتغالية: Taça de Portugal de 2006–07‏) هو موسم من كأس البرتغال. كان عدد الأندية المشاركة فيه 214، وفاز فيه سبورتينغ لشبونة.